# Coquillettomyia fungivora
Coquillettomyia fungivora är en tvåvingeart som först beskrevs av Nayar 1949.  Coquillettomyia fungivora ingår i släktet Coquillettomyia och familjen gallmyggor. Inga underarter finns listade i Catalogue of Life.